# 홍재경
홍재경 (1989년 8월 12일 ~ )은 대한민국의 SBS 스포츠 소속 아나운서이다.

## 학력
- 이화여자대학교 법과대학법학과.
- 화홍고등학교
- 남수원중학교
- 선일초등학교

## 경력
- 2013년 : JTBC 기상캐스터
- 2014년 : SBS 스포츠 아나운서

## 진행
- 2014년 : SBS 스포츠 《스포츠센터 S》
- 2015~2016년 : SBS 스포츠 《EPL축덕쌀롱》
- 2017년 : SBS 스포츠 《Epl팔로워》
- 2018년 : 네이버 스포츠 《55분 풀카운트》
- 2015~2020년 : SBS 골프 《생방송 SBS골프아카데미》
- 2019년 : SBS 골프 《SBS골프투데이》